# Palacio de Petit-Bourg
El palacio de Petit-Bourg fue un palacio residencial francés situado en Évry-sur-Seine en el país de Hurepoix, en la margen izquierda del Sena, en el actual departamento de Essonne de la región de Isla de Francia.

## Situación
Estaba ubicado en la comuna de Évry-sur-Seine en la región de Isla de Francia.
Fue construido en la margen izquierda del Sena a la altura de la esclusa actual en el sitio del estacionamiento de la residencia Petit-Bourg, frente al actual camino de acceso Louise Bathilde de Bourbon, que entonces era el ingreso de honor.

## Historia
En el borde de la meseta que domina el Sena, con vistas al bosque de Sénart, se inició a principios del siglo XVII para André Courtin, canónigo de Notre-Dame de París y terminado hacia 1635 para Jean Galland. Alrededor de 1650, Louis Barbier de La Rivière obispo de Langres, lo hizo decorar con jardines diseñados por François Mansart. Jules Hardouin-Mansart habría trabajado allí hacia 1662.

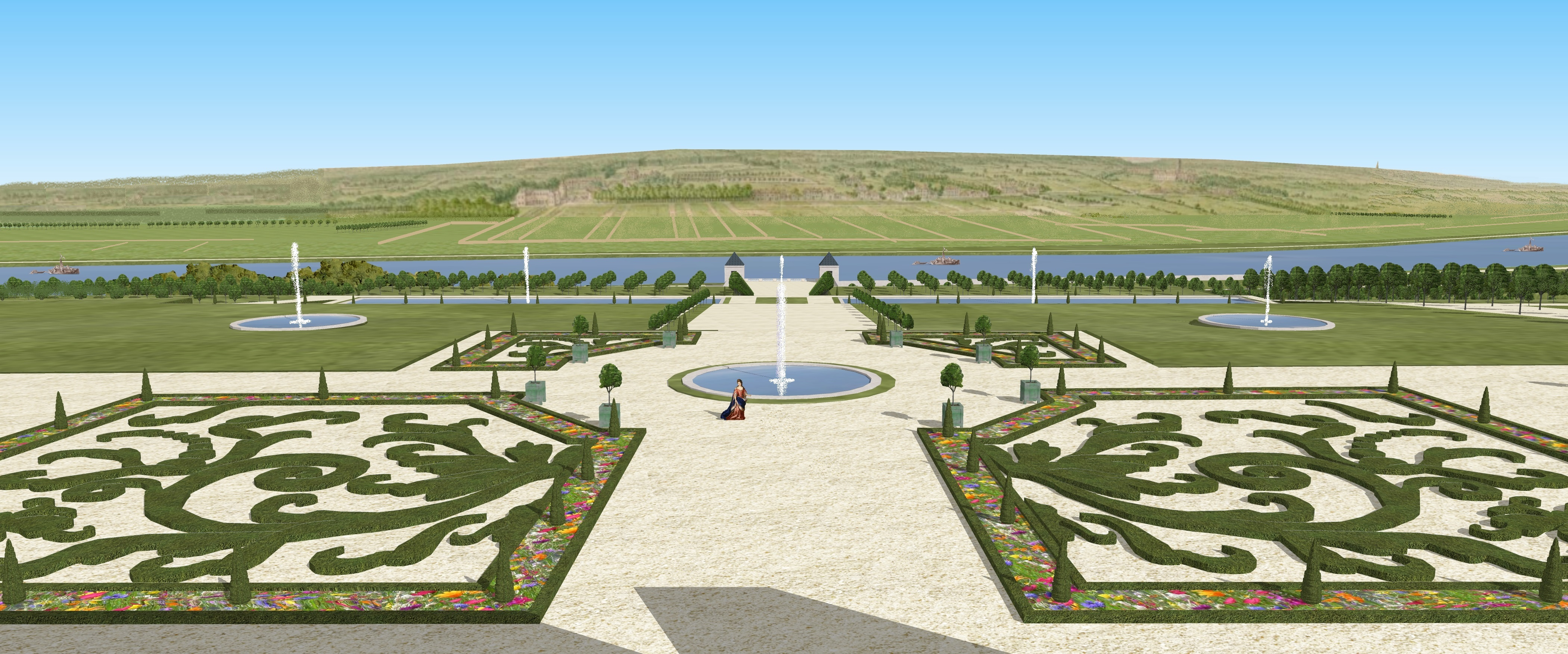
Vista del jardín en 1696.

Hacia 1695, Madame de Montespan lo adquiere. Hizo allí importantes obras de urbanización y habría encargado a André Le Nôtre el diseño de los jardines "a la francesa", escenificados en terrazas y allí refugiado tras su desgracia, así como en el de Oiron comprado con la financiación apoyo del rey.
A su muerte en 1707, su hijo, el duque de Antin, heredó el castillo e hizo remodelar los jardines, luego, entre 1716 y 1722, se encargó de hacerlo reconstruir completamente por el arquitecto Pierre Cailleteau dit Lassurance. Resultó en una residencia verdaderamente principesca, una obra maestra de Lassurance. Allí habían trabajado los mejores decoradores de la época. Destacaron especialmente el estudio en la galería de los apartamentos del rey (esquina del pabellón Midi, arriba) y la gran sala de estar, decorada por François-Antoine Vassé con retratos reales y emblemas ducales.
Antes de la reconstrucción, el duque de Antin recibió a Luis XIV en Petit-Bourg y, 1717, al zar Pedro I de Rusia. Luis XV y la reina María Leszczyńska hacían frecuentes visitas allí. Madame de Pompadour lo vio desde su tierra de Étiolles antes de ser criada por favor real, y soñó con esta residencia.
Después de la muerte del duque de Antin, el castillo permaneció sin amueblar durante varios años. Adquirido por Marie Jacomel, viuda de Louis Chauvelin, presidente de mortero en el parlamento de París, fue completamente demolido en 1750 y reemplazado por un nuevo edificio de 1756 en estilo neoclásico, obra del arquitecto Jean-Michel Chevotet.
Durante la Revolución, perteneció a la duquesa de Borbón, de soltera Bathilde d'Orléans.
Tras pasar por varias manos, fue adquirida en 1827 por el banquero de origen español Alejandro María Aguado, marqués de Las Marismas del Guadalquivir, quien acogió allí a su amigo el compositor Gioachino Rossini; compuso en parte su ópera Guillaume Tell allí en el verano de 1828. Aguado fue elegido alcalde de Évry-sur-Seine en 1831. Lamentablemente, la creación del ferrocarril de París a Corbeil partió el parque en dos y lo separó del Sena. Aguado luego vendió la propiedad el 7 de abril de 1840 a los especuladores que se comprometieron a dividir la herencia.
En 1870, el castillo pertenecía a Louis Binder, quien demolió los dos pabellones que flanqueaban el castillo en sus extremos.
Durante el verano anterior a la Primera Guerra Mundial, fue alquilado por William Andrews Clark y su familia.
Los alemanes ocuparon el castillo durante la Segunda Guerra Mundial y lo quemaron en 1944 cuando abandonaron Évry, y sus ruinas fueron arrasadas. En su sitio se construyó la residencia del "Parque Petit-Bourg". El callejón bordeado de castaños y tilos a lo largo de los pabellones de la residencia era el callejón principal del castillo.

## Arquitectura
Tuvo tres arquitecturas sucesivas. La primera construcción data de principios del siglo XVII. Alrededor de 1650, fue decorado con jardines diseñados por François Mansart y luego, en 1662, Jules Hardouin-Mansart modificó la arquitectura. Alrededor de 1695, André Le Nôtre diseñó allí jardines franceses en terrazas.
Entre 1716 y 1722, fue completamente reconstruido según los planos de Pierre Cailleteau dit Lassurance l'Aîné y decorado en parte por François-Antoine Vassé.
Fue nuevamente destruido en 1750 y reconstruido a partir de 1756 por Jean-Michel Chevotet en un estilo neoclásico.
Ocupado por los alemanes durante la Segunda Guerra Mundial, fue incendiado en 1944 y arrasado.